# Antoine Costa
Pour les articles homonymes, voir Costa.
Antoine Costa (Antonio Costa), né le 23 octobre 1884 à Oran et mort le 31 janvier 1971 à Béziers, est un gymnaste artistique français d'ascendance espagnole.

## Biographie
Il participe aux épreuves de gymnastique aux Jeux olympiques d'été de 1908 à Londres, terminant 14e du concours général, ainsi qu'aux Jeux de 1912 à Stockholm, se classant à la dixième place. 
Aux Championnats du monde de gymnastique artistique 1911, il remporte la médaille d'argent par équipe et aux anneaux, ainsi que  la médaille de bronze aux barres parallèles.